# أندريه كوستا (مجدف)
أندريه كوستا (بالبرتغالية: André Costa Vorraber‏) هو مجدف برازيلي، ولد في 21 أغسطس 1976 في بورتو أليغري في البرازيل.

## وصلات خارجية
- أندريه كوستا على موقع الاتحاد الدولي للتجديف (الإنجليزية)
- أندريه كوستا على موقع اللجنة الأولمبية الدولية (الإنجليزية)
- أندريه كوستا على موقع أوليمبيديا (الإنجليزية)